# 多夫格 (瓦西利基夫卡區)
48°10′24″N 36°22′11″E / 48.17333°N 36.36972°E
多夫格（羅馬化：Dovhe）是烏克蘭的村落，位於該國中部第聶伯羅彼得羅夫斯克州，由瓦西利基夫卡區負責管轄，距離克魯堅克1.5公里，2001年人口43。